# 1980 год в истории железнодорожного транспорта

## События
- 2 августа — в зале ожидания железнодорожного вокзала в Болонье произошла трагедия: взорвалась бомба, при взрыве погибло 85 и ранено более 200 человек.
- 13 сентября — крушение на станции Ока.
- 20 сентября — в результате утечки сжиженного газа на станции Сызрань-1 произошёл взрыв газовоздушной смеси с последующим пожаром. Непосредственно во время пожара, а также от ожогов в последующие дни погиб 41 человек.[1]
- 4 октября — крушение на Балтийском вокзале (Таллин).
- В США построена высокоскоростная линия Лос-Анджелес — Лас-Вегас, по которой курсируют поезда на магнитном подвесе с линейным электродвигателем типа «Маглев».[2]
- Введена в действие железнодорожная паромная переправа Черноморск (Украина) — Варна (Болгария).[2]

## Новый подвижной состав
- 25 апреля первый серийный экземпляр скоростного поезда TGV был передан железной дороге.
- В Германии на заводах Henschel-Werke освоен выпуск тепловозов серии NSB Di 4.